# Grupo Especial de Operaciones (Uruguay)
El Grupo Especial de Operaciones (GEO), es una unidad de élite perteneciente a la Guardia Republicana. Esta encargado de llevar a cabo operaciones tácticas de alto riesgo.
Las principales misiones del GEO son intervención en toma de rehenes, apoyo en la lucha contra el narcotráfico, allanamientos de alta peligrosidad, operaciones antisecuestro, contraterrorismo, rescate y búsqueda de personas en el medio terrestre y acuático, operaciones con francotiradores, lucha contra el crimen organizadoy neutralización de motines carcelarios.
El personal que trabaja en esta unidad posee una preparación especial para tareas de alto riesgo, contando con capacitación técnica a nivel nacional e internacional.

## Operaciones

### Atrincheramiento en barrio Goes, 2018
Un hombre se atrincheró en su domicilio luego de haberle disparado a uno de los dos agentes de Inteligencia de la Policía que se hicieron presentes en su casa con una orden de allanamiento. El negociador intentó contactar con el hombre pero solo obtuvo disparos como respuesta. Tras varias horas, agentes del GEO asaltaron la vivienda y dispararon contra el hombre, hiriéndolo en las piernas. El hombre fue detenido y trasladado al hospital. El frente de la vivienda resultó destruido 
tras el asalto del GEO.

### Atrincheramiento en barrio Reus, 2022
El 6 de julio sobre el mediodía, un rapiñero ingresó a un comercio y baleó a tres trabajadores del local, dejando a dos de ellos en grave estado, con impactos en la pelvis, abdomen y mano. Luego se atrincheró y tomó a varias personas de rehenes. Después de cuatro horas de negociación fallidas, el GEO entró al lugar y neutralizó al hombre de dos disparos por debajo de la cintura. Más tarde el hombre falleció. 

### Atrincheramiento en Cordón, 2024
Un hombre armado se atrincheró en una vivienda en el barrio Cordón de Montevideo, luego de amenazar a una persona con un arma de fuego. Efectivos del GEO arrojaron bombas de estruendo y gas lacrimógeno por una ventana. Posteriormente ingresaron y detuvieron al hombre, en una intervención controlada sin lesionados.

## Equipamiento

### Armamento
- Rifle de Asalto Carabina M4
- Rifle de Asalto AK-103
- Fusil de Asalto IWI Tavor X95
- Subfusil MP-5